# Rejon Ağdaş
Rejon Ağdaş (azer. Ağdaş rayonu) – rejon w centralnym Azerbejdżanie.